# Càmera portàtil
Les càmeres portàtils (de l'anglès wearable cameras) són un tipus de càmeres que s'han anat donant a conèixer en els últims anys degut a la necessitat de voler-ho tenir tot gravat i enregistrat. Són famoses per ser còmodes de portar i utilitzar, de dimensions reduïdes i amb una gran qualitat d'imatge i vídeo, ja que poden gravar en alta definició a unes 1.080 ps. A més, podem disposar d'una gran varietat de càmeres, amb diferents funcions, especificacions i característiques, que poden arribar a ser comparables a les de les càmeres de gamma alta, com ara les càmera rèflex.
Actualment suposen un gran avanç tecnològic gràcies a les diverses necessitats que han anat cobrint dintre dels diferents camps d'estudi, donant lloc al naixement d'un nou mercat centrat en com anar millorant aquestes noves necessitats a partir d'aquestes càmeres o donar aplicacions d'oci amb una interactivitat superior.

## Història
- 1907: va ser inventada la que es pot considerar la primera GoPro de la història per un inventor alemany anomenat Julius Neubronner. No permetia gravar vídeo però mitjançant un disparador temporal amb el que únicament es podia fer una sola fotografia.

- 1961: va aparèixer primera computadora portable i va ser creada per a ajudar a dos matemàtics a fer trampes a la ruleta. Edward O. Thorpe i Claude Elwood Shannon portaven un dispositiu a la sabata que podia preveure on cauria la bola mitjançant unes ones de ràdio que emetia el dispositiu que els comunicaba el resultat.

- En els anys 80 es va produir un ‘boom’ en la producció de microxips, que va permetre començar a crear dispositius portables més petits i lleugers, mai vists en aquella època. Al principi d'aquesta dècada, Steve Mann va començar el projecte EyeTap. La seva idea era crear una màquina que podia gravar tot el que veiéssim a través de l'ull dret i a part, poder veure-hi a la vegada. Uns anys més tard, Mark Schulze, un fanàtic del ciclisme de muntanya, va idear el primer casc amb càmara per a poder enregistrar imatges. Va ser pioner en capturar vídeo en primera persona.

- A principi de la nova època del 2000, Nick Woodman va decidir crear una càmera portable en un viatge que va fer a Austràlia per a practicar surf. Estaba decidit a poder-se gravar mentres realitzaba aquest esport i axí va néixer la primera càmara GoPro. La seva primera versió es va posar a la venda l'any 2004 i les seves múltiples versions encara subsisteixen fins a l'actualitat.

## Tecnologies i models
Actualment tenim moltes novetats sobre la sortida al mercat de noves càmeres portàtils. A causa de la nova introducció d'aquestes càmeres, grans empreses d'aquests mercats com GoPro, Sony, iON... s'han llençat de cap a la innovació per intentar ser les pioneres d'aquest progressos tecnològics. Tot i crear una bona competitivitat que hi pot haver entre les diferents empreses que han decidit entrar en aquest mercat, això també ha produït que no totes les càmeres tinguin la mateixa tecnologia ni característiques, ja que de les poques coses que tenen en comú són les característiques de “càmeres tot terreny”, que són càmeres impermeables que es poden portar a tot arreu, molt resistents, i amb la possibilitat de gravar vídeos en POV (point of view) i la tecnologia de l'estabilització de la imatge, que és un tipus de tecnologia que permet eliminar la major part dels balanceigs i tremolors.
Les càmeres més reconegudes del mercat, en aquests instants són:
GoPro (Hero 3+)
Probablement la més reconeguda pels usuaris del carrer, ja que ha tingut una gran aparició en la vida quotidiana. Aquesta càmera ofereix un seguit de novetats com per exemple la capacitat de gravar en una resolució de fins a “4K Cinema”, que és aproximadament quatre vegades més de la resolució Full HD 1080p. A més a més té una resolució d'imatge nativa de 12 MPX i amb ràfegues de fins a 30 fps. També disposa d'un ajustament del balanç de blancs i un mode simultani de gravació de vídeos i pressa de fotografies. Per altra banda, compta amb una bateria de 1180mAh que ens permetrà gravar vídeos de dos hores en format de cinema 4K i un sistema de Wi-Fi amb un abast de 180 metres.
SnapCam
iON també ha estat una de les empreses pioneres en aquest tipus de càmeres, ja que actualment és la que més durament competeix contra GoPro per a aconseguir el domini del mercat. SnapCam, igual que GoPro també disposa d'una tecnologia Wi-Fi que permet enviar i compartir el contingut gravat al moment, però SnapCam, a més a més de tenir Wi-Fi, també incorpora un sistema de Bluetooth. Aquesta càmera és molt sensible, i s'activa amb un lleuger toc al botó de disparar amb el dit per activar el sistema de fotografies, dos tocs per activar el sistema de gravació de vídeo on compta amb una gravació que arriba fins als 720p i als 30 fps, i si es toca tres cops el botó de disparar s'inicia una gravació en streaming de vídeo en directe. No obstant, aquesta càmera no disposa de memòria pròpia, tot i que com hem dit abans, disposa d'un sistema de Wi-Fi o Bluetooth que ens permet enviar totes les nostres gravacions directament al nostre telèfon o ordinador, encara que també disposa d'una ranura que és completament compatible amb targetes microSD de fins a 32 GB. SnapCam pot disparar fins a 5.000 fotografies, gravar 2 hores de vídeo HD o capturar una hora de transmissió en directe en una mateixa càrrega de la bateria.
SonyHDR Action Cam
Aquesta càmera és la proposta de Sony per entrar en aquest terreny. És una càmera que ens permet gravar a Full HD a 1.080 p dins i fora de l'aigua. Té un sensor CMOS Exmor R tipus ½, 3 retroil·luminat que permet captar imatges de 8,8 megapíxels. Compta amb una angle de visió de 170 graus, tot i que aquest angle es redueix a 120 graus si es vol activar la tecnologia d'estabilització d'imatges. Tot i la bona qualitat de gravació que ens ofereix aquesta càmera, no deixa de costat el so, ja que ofereix una alta definició en estèreo per als nostres vídeos. Aquesta càmera duu incorporada la tecnologia Wi-Fi, un sensor de NFC molt útil per activar la gravació en control remot i un GPS que ens permet incloure la ubicació del nostre vídeo. Per acabar, aquesta càmera compta amb una pila de liti de 1240 mAh que permet gravar fins a 115 minuts en alta qualitat a 30 fps
Contour ROAM3 Waterproof HD Video Camera
En aquest cas, la càmera és creada també per a competir en el mercat de les càmeres d'acció. És una càmera que permet gravar vídeos i capturar imatges en mode ràfega. En aquest cas la resolució és de 1080p a 30 fps o 720p a 60 fps, opció que podem editar des de dins de la càmera. El major avantatge que ens aporta aquesta càmera és la seva gran mobilitat, ja que ens permet un angle de visió de 270 graus. A més a més també incorpora un micròfon multi-direccional intern que recull el so ambient que envolta tota l'acció.

## Aplicacions
Gràcies a la gran quantitat d'avantatges que té l'ús de sistemes de càmeres portàtils, se’ls hi ha trobat diferents aplicacions dintre de diversos camps, ja pot ser per a l'estudi de malalties o l'enregistrament de dades de personatges d'ordre públic.
Cossos de seguretat
Cada cop és més usual veure a policies i militars portant càmeres portàtils per tal de saber en tot moment en què es troba la persona que la porta. El sistema tracta sobre una càmera portàtil penjada a l'espatlla i que portaran durant el seu torn de servei. La càmera compta amb un angular de 130 graus i està dotat per transmetre imatges, via 3G o 4G, durant 12 hores en temps real de manera ininterrompuda i en condicions de visibilitat baixa. Gràcies a aquest sistema es podrà decidir què fer en cas d'aparèixer algun tipus de conflicte policial. Les gravacions es guardaran un total de set dies, en cas que ningú les sol·liciti, seran eliminades un cop passat el període. A més d'això, per fer ús de la càmera l'usuari s'haurà d'identificar al servidor per tal de tenir controlat a l'usuari, saber qui és i on es troba exactament.
D'altra banda, també pot ser molt útil l'ús de dispositius, com les Google Glass, per tal d'accedir al plànol d'un edifici. D'aquesta manera, els bombers que disposin d'aquesta tecnologia a l'hora d'apagar un incendi, el bomber pot saber quin camí ha de seguir més directament i actuar més ràpidament.
Medicina
L'ús de la tecnologia SenseCam va néixer especialment per a poder ajudar els malalts d'Alzheimer per tal de poder recordar tot allò que han fet durant el dia. D'aquesta manera un usuari que porta una càmera portàtil amb tecnologia SenseCam pot saber, al finalitzar el dia, tot allò que ha viscut i poder recordar amb més precisió allò que té més borrós.
També, gràcies a l'ús de Google Glass, estudiants de la Universitat de Georgia Tech, han creat una aplicació que reconeix la parla i la converteix en subtítols en temps real. Les conversacions apareixen com a text sobre les ulleres, d'aquesta manera qualsevol pot llegir el que una persona digui. Això pot ser molt útil per les persones amb problemes d'audició, ja que, d'aquesta manera, poden saber que és el que els està dient la persona enfront seu.
Formació
Tot i que encara no s'ha fet un ús especialment remarcat, s'està estudiant la possibilitat de poder utilitzar càmeres portàtils per tal de poder formar a estudiants d'una manera més real. Això seria possible gràcies a uns sistemes de càmeres més auriculars (versions millorades de Google Glass per exemple) perquè els professionals comparteixin, en temps real, tot el que estan veient. Aquest tipus de tècnica podria ser efectiva tant en el món de la medicina com al món industrial per a poder tractar problemes mecànics.
Esport
Amb el pas del temps han nascut diverses aplicacions que permeten emmagatzemar el recorregut que faci l'usuari que porta un dispositiu de càmera portàtil per tal d'enregistrar els seus temps. Així doncs, l'usuari pot veure el seu recorregut i saber com millorar-lo, tenint en compte on manca més o quins són els seus punts forts.
Una evolució d'aquesta aplicació, gràcies de nou a Google Glass, és poder posar-te les ulleres i veure el teu recorregut i temps d'altres cops.
Vida quotidiana
A més de tots els avanços a nivell laboral o esportiu, les càmeres portàtils permeten facilitar-nos el nostre dia a dia o donar-nos aplicacions per poder portar un pas més enllà les nostres aficions. WordLens és una tecnologia que, a través de l'ús d'una càmera portàtil, tradueix el text imprès per la càmera (com ho pot ser el d'un cartell, un llibre o el menú d'un restaurant) per tal de poder llegir-lo al nostre idioma.
Una altra possible aplicació pot ser per poder veure les constel·lacions i astres que hi ha al cel quan estem mirant-lo. Gràcies a l'ús d'unes Google Glass, podem enregistrar quins són els altres que veiem al cel i traçar línies per tal de reproduir, de manera més còmode, quina és la constel·lació que estem veient, així com obtenir informació d'aquesta.